# ゆめひろ!見のがせナイト
『ゆめひろ!見のがせナイト』（ゆめひろ みのがせナイト）は、2009年6月10日から2012年2月23日まで広島ホームテレビで放送されたローカルミニ番組である。タイトル上は「ゆめひろ!見のがせナイト」のみであるが、ロゴには「ゆめタウン広島 200の専門店」の副題が記されていた。

## 概要
ゆめタウン広島にある200店ある専門店の見逃せない週末情報を紹介。
放送開始からしばらくの間は画面比率4:3のSD画質放送であったが、2010年7月5日に地上アナログ放送がレターボックス形式での放送へ移行したのに伴い、同年7月7日放送分をもって16:9のハイビジョン制作へと移行し、オープニング映像やBGMもリニューアルされた。また、提供読みは冒頭の1回だけになり、番組の最後に読まれることはなくなった。月曜 - 金曜に放送のミニ番組の中で開始当初はこの番組のみがチャンネルロゴ表示非表示であったが、同日放送分からは表示されるようになった。
番組は142回（2年9か月）放送され、2012年2月23日の放送で最終回を迎えた。番組の終了後、ゆめタウン関連番組は同年3月1日から中国放送で放送の『ゆめタン!』へと移行した。

## ナビゲーター
- 泉田文佳 - 1987年2月12日生まれ、血液型はA型。スケジュールの都合で出演できなかった回が3度あり、その時には田中悠貴か田口理菜が代理で出演した。

## 放送時間

### 本放送
- 水曜 23:10 - 23:15 （2009年6月10日 - 2011年2月23日）
- 木曜 23:10 - 23:15 （2011年3月3日 - 2012年2月23日）

### 再放送
- 木曜 26:21 - 26:25